# Arthur Amiotte
 (janvier 2010).
Arthur Amiotte, (Wanblí Ta Hócoka Washté, Good Eagle Center, Centre Bon Aigle) est un artiste, éducateur et conservateur de la culture des Lakota (Sioux) né le 25 mars 1942 au Dakota du Sud.
Oglála Lakóta, de la Réserve indienne de Pine Ridge, vit et travaille à Custer. Artiste, historien de l’art et curateur (participation à l’organisation des expositions sur la culture des tribus des Grandes Plaines), comme le Wheelwright Museum de Santa Fe, l'Akta Lakota-Museum de Chamberlain, le Buffalo Bill Historical Center de Cody, et le Museum der Weltkulturen (Musée des cultures du monde) de Francfort.

## Carrière artistique
Disciple de Oscar Howe dont il continue la synthèse entre tradition et moderne, tout en l’interprétant avec ses propres accents. Il subit également l'importante influence de sa grand-mère Christina Standing Bear ainsi que de son arrière-grand-père Standing Bear (Mató Nájin), dont il a hérité le talent de dessinateur. 
Amiotte a hérité ses dons d’une famille d’Indiens intellectuels, tout en continuant cette tradition. Il se conçoit lui-même comme « un ambassadeur des Lakota et des arts traditionnels des Amérindiens ».
Il a été influencé par le chaman Pete Catches, qui l’a initié à la spiritualité et aux cérémonies correspondantes de la tradition Lakota (surtout pendant les années 1972 – 1981). Les expériences mystiques à la base de la philosophie Lakota ont eu un effet décisif sur son œuvre et la pénètrent à tous les niveaux. Ainsi, sa créativité est en fin de compte l’expression du Lakól wicóh’an washtélaka – de l’amour des traditions Lakota. Résultat de cette conviction, Amiotte est à la fois promoteur des rites Lakota, comme par exemple la Danse du Soleil (Sun Dance, wiwányank wacípi). Les expériences visionnaires pendant les cérémonies traditionnelles se reflètent dans ses œuvres (scènes de la Danse du Soleil).
À part sa famille Lakota, Amiotte a aussi des ancêtres français, comme le coureur de bois A. Miotte qui s’embarqua avec Pierre de la Vérendrye pour l’Amérique en 1743 et devint un de ses prédécesseurs.

## Titres et fonctions
Comme conseilleur culturel et artiste (beaux arts, arts indigènes moderne et traditionnel) il a reçu, entre autres, les titres et fonctions suivants: educator, consultant on Native cultures of the Northern Plains, adjunct Professor of Native Studies à l'Université de Brandon de Manitoba, Canada, on the Indian Advisory board of the Buffalo Bill Museum à Cody, Wyoming. 1964 bachelor’s degree in art education from Northern State College à Aberdeen, Dakota du Sud; Master’s degree of Interdisciplinary Studies in Anthopology, Religion and Art à l'Université du Montana, honorary doctorates au Oglala Lakota College et à l'Université de Brandon de Manitoba. 
En tant qu’expert et conseilleur il a été nommé membre de nombreux commissions et comités, entre autres comme consultant temporaire au Smithsonian’s National Museum of the American Indian et au Presidential Advisory Council for the Performing Arts au John F. Kennedy Center for the Performing Arts. Membre du board of Directors for the Native American Art Studies Association, commissioner of the United States Department of the Interior’s Indian Arts and Crafts Board, ainsi que membre du Council of Regents of the Institute of American Indian Arts.
Arthur Amiotte a effectué de fréquents voyages pour faire des conférences dans le pays et à l’étranger, auteur de livres, en 1989 il participa au volume important Illustrated History of the Arts in South Dakota, qui fut publié à l’occasion du centenaire de l’état fédéré avec le chapitre sur la culture des Lakota.

## Distinctions
Arthur Amiotte a reçu de nombreux prix : Arts Internationaux; Lila Wallace Readers Digest Artists à Giverny, France, Fellowship; a Getty Foundation Grant; a Bush Leadership Fellowship (1981), the South Dakota Governor’s Award for Outstanding Creative Achievement in Arts; and the Lifetime Achievement Award as Artist and Scholar from the Native American Art Studies Association (1999), Bush Artist Fellowship (2002).

## Expositions

### Expositions personnelles
19 novembre 2006 - 29 avril 2007Arthur Amiotte: Collages, 1988-2006, Wheelwright Museum of the American Indian
18 août - 31 décembre 2002Arthur Amiotte Retrospective: Continuity and Diversity, Buffalo Bill Historical Center

### Expositions collectives
11 décembre 2004 - 15 mai 2005Picturing Change: The Impact of Ledger Drawings on Native American Art, Hood Museum of Art, Dartmouth College, Hanover, NH
7 juillet 2004 - 22 septembre 2004Cultural Copy: Visual Conversations on Indigenous Art and Cultural Appropriation, Fowler Museum at UCLA (en)

## Œuvres
Son œuvre variée (qui s’étend de la peinture à la sculpture et aux travaux sur textiles) est présente dans 26 collections publiques et environ 200 collections privées. Ses séries de collages, où il représente de manière accentuée et avec sagacité et humour les oscillations de la culture Lakota entre la tradition et le modernisme sont particulièrement connues. 
- When We Were There (2006), Fenimore Art Museum[6]
- The Visit, 1995, Collage en Acryle; Buffalo Bill Historical Center, WY

Amiotte définit son œuvre dans ce contexte comme tenue à la culture des réserves indiennes, culture qui surmonte la contradiction entre le passé et le présent, parfois de manière surprenante. Selon Amiotte : « Je me suis rendu compte que l’art contemporain ignorait la période entière de la vie en réserve. Celle-ci a été une période dynamique. Il y avait des gens qui allaient à l’école à l’Est, à Carlisle et Hampton. (…) Des gens allaient à vivre dans des lotissements. Ils étaient familiarisés avec les médias d’imprimerie, exposés dans beaucoup de magazines, images, photos (…) La vie quotidienne était imprégnée de ce mélange entre non littéraire et littéraire. Il y avait des technologies nouvelles (…) il me semblait qu’il était plus honnête de traiter tout ça dans mon art que de créer un fac-similé d’une peinture sur de la peau tannée. ».

### Catalogues d'expositions
- (en) Arthur Amiotte et Janet Catherine Berlo, Arthur Amiotte : collages, 1988 - 2006, Santa Fe (Nouveau-Mexique), Wheelwright Museum of the American Indian, 97 p. (ISBN 978-0-9622777-5-7)
- (en) Arthur Amiotte et John A. Day, Arthur Amiotte : retrospective exhibition, continuity and diversity, The Heritage Center, 2001, 42 p. (OCLC 50021499)

### Livres
- Amiotte, Arthur, The Lakota Sun Dance - Historical and Contemporary Perspectives, in: Sioux Indian Religion, éd. par Raymond J. DeMaillie/Douglas R. Parks, Norman 1987, avec des illustrations de l’artiste
- Amiotte, Arthur, Eagles Fly Over, sowie: Our Other Selves, in: I Become Part of It - Sacred Dimensions in Native American Life, éd. par D.M. Dooling/Paul Jordan-Smith, New York 1989
- Amiotte, Arthur/Runnels, Vic, Art and Indian Children of the Dakotas, Book Five - An Introduction to Art and Other Ideas, Washington/BIA Aberdeen S.D., sans indication de l´année de publication
- Indian Arts and Crafts Board of the U.S. Department of the Interior, Photographs and Poems by Sioux Children, from the Pine Ridge Indian Reservation, South Dakota, selected by Myles Libhart and Arthur Amiotte, with an essay by Arthur Amiotte, Rapid City 1971

### Musées et catalogues d'expositions
- (en) « The Fenimore Art Museum Receives an Important Collection of Native American Art and Two New Acquisitions », sur fenimoreartmuseum.org, Fenimore Art Museum, 9 mars 2007
- (en) « Arthur Amiotte: Collages, 1988-2006 - November 19, 2006-April 29, 2007 », sur wheelwright.org, Wheelwright Museum of the American Indian
- (en) « Picturing Change: The Impact of Ledger Drawings on Native American Art - December 11, 2004 - May 15, 2005 », sur tfaoi.com, The Hood Museum of Art at Dartmouth College
- (en) « Arthur Amiotte Retrospective: Continuity and Diversity - August 18 - December 31, 2002 »(Archive.org • Wikiwix • Archive.is • Google • Que faire ?), sur bbhc.org, Buffalo Bill Historical Center
- (en) « Arthur Amiotte - Oglala Lakota », sur aktalakota.org, Akta Lakota Museum & Museum Center

### Autres sources
- (en) Donovin Sprague, « Arthur Amiotte to provide program at Crazy Horse Memorial on August 14th », Black Hills News Bureau,‎ 8 juillet 2008 (lire en ligne)
- (en) « Oglala Lakota artist Arthur Amiotte to present at Encounter Center », Sioux City Journal,‎ 15 novembre 2009 (lire en ligne)
- (en) « Lifetime Achievement Award », sur naasa.wordpress.com, Native American Art Studies Association
- (en) « Bush Foundation Fellowships—Creating Broader Impact: A Study of How Individuals Contribute to the Strength of Communities, Institutions and Fields »(Archive.org • Wikiwix • Archive.is • Google • Que faire ?) [PDF], sur bushfoundation.org, Bush Foundation